# Todor Anguelov (luchador)
Todor Anguelov –en búlgaro, Тодор Ангелов– es un deportista búlgaro que compitió en lucha grecorromana. Ganó una medalla de plata en el Campeonato Mundial de Lucha de 1991 y una medalla de bronce en el Campeonato Europeo de Lucha de 1990.

## Palmarés internacional
| Campeonato Mundial | Campeonato Mundial | Campeonato Mundial | Campeonato Mundial |
| Año                | Lugar              | Medalla            | Categoría          |
| ------------------ | ------------------ | ------------------ | ------------------ |
| 1991               | Varna (Bulgaria)   | Medalla de plata   | 82 kg              |
| Campeonato Europeo |                    |                    |                    |
| Año                | Lugar              | Medalla            | Categoría          |
| 1990               | Poznań (Polonia)   | Medalla de bronce  | 82 kg              |